# Basi Parung
Der Basi Parung, auch  Bassi-Paroeng, Poke Paroeng oder Poke Parung genannt, ist ein Speer aus Indonesien.

## Beschreibung
Der Basi Parung hat eine zweischneidige geflammte Klinge. Die Klinge wird vom Schaft zur Spitze schmaler und läuft in einer leicht abgebogenen Spitze aus. Die Klinge hat einen Mittelgrat. Die Biegung, Breite und Länge der Klinge können variieren. Der Schaft besteht in der Regel aus Holz. Der Basi Barung wird von Ethnien in Indonesien benutzt. Die Befestigung am Schaft geschieht mit einer Tülle.